# Vuelta a Portugal 2021
La 82.ª edición de la Vuelta a Portugal se celebró entre el 4 y el 15 de agosto de 2021 con inicio en la ciudad de Lisboa y final en la ciudad de Viseu en Portugal. El recorrido constó de un prólogo y 10 etapas sobre una distancia total de 1568,6 km.
La carrera hizo parte del circuito UCI Europe Tour 2021 dentro de la categoría 2.1 y fue ganada por el portugués Amaro Antunes del W52-FC Porto; sin embargo, Antunes fue sancionado por dopaje y desposeído del título a principios del 2023. Completaron el podio, como segundo y tercer clasificado respectivamente, el uruguayo Mauricio Moreira del Efapel y el español Alejandro Marque del Atum General-Tavira-Maria Nova Hotel.

## Equipos participantes
Tomaron parte en la carrera 18 equipos: 1 de categoría UCI WorldTeam, 6 de categoría UCI ProTeam y 11 de categoría Continental. Formaron así un pelotón de 126 ciclistas de los que acabaron 88. Los equipos participantes fueron:
| WorldTeam- Movistar Team ProTeams (6)- Rally Cycling - Equipo Kern Pharma - Burgos-BH - Euskaltel-Euskadi - Caja Rural-Seguros RGA - Bingoal Pauwels Sauces WB Equipos continentales (11)- SwiftCarbon Pro Cycling - Atum General-Tavira-Maria Nova Hotel - Rádio Popular-Boavista - Kelly-Simoldes-UDO - Antarte-Feirense - Louletano-Loulé Concelho - Tavfer-Measindot-Mortágua - Israel Cycling Academy - Efapel - W52-FC Porto - LA Alumínios-LA Sport |
| |

## Recorrido
| Etapa      | Fecha     | Recorrido                     | type                    | Distancia (km) | Ganador              | Líder            |
| ---------- | --------- | ----------------------------- | ----------------------- | -------------- | -------------------- | ---------------- |
| Prólogo    | 4 de ago  | Lisboa – Lisboa               | contrarreloj individual | 5,4            | Rafael Reis          | Rafael Reis      |
| 1.ª etapa  | 5 de ago  | Torres Vedras – Setúbal       | etapa escarpada         | 175,8          | Rafael Reis          | Rafael Reis      |
| 2.ª etapa  | 6 de ago  | Ponte de Sor – Castelo Branco | etapa de media montaña  | 162,1          | Kyle Murphy          | Rafael Reis      |
| 3.ª etapa  | 7 de ago  | Sertã – Covillana             | etapa de montaña        | 170,3          | Alejandro Marque     | Alejandro Marque |
| 4.ª etapa  | 8 de ago  | Belmonte – Guarda             | etapa de media montaña  | 181,6          | Frederico Figueiredo | Alejandro Marque |
|            | 9 de ago  | Día de descanso               | Día de descanso         |                |                      |                  |
| 5.ª etapa  | 10 de ago | Águeda – Santo Tirso          | etapa de media montaña  | 171,3          | Mason Hollyman       | Daniel Freitas   |
| 6.ª etapa  | 11 de ago | Viana do Castelo – Fafe       | etapa de media montaña  | 182,4          | Benjamin King        | Alejandro Marque |
| 7.ª etapa  | 12 de ago | Felgueiras – Braganza         | etapa de media montaña  | 193,2          | Rafael Reis          | Rafael Reis      |
| 8.ª etapa  | 13 de ago | Braganza – Montalegre         | etapa de montaña        | 160,7          | Kyle Murphy          | Amaro Antunes    |
| 9.ª etapa  | 14 de ago | Boticas – Mondim de Basto     | etapa de montaña        | 145,5          | Mauricio Moreira     | Amaro Antunes    |
| 10.ª etapa | 15 de ago | Viseo – Viseo                 | contrarreloj individual | 20,3           | Rafael Reis          | Amaro Antunes    |

## Clasificaciones finales
Las clasificaciones finalizaron de la siguiente forma:

### Clasificación general
| \| Clasificación general \| Clasificación general \| Clasificación general \| Clasificación general \| Clasificación general \| \| Ciclista \| Ciclista \| Equipo \| Tiempo \| \| \| --------------------- \| --------------------- \| ------------------------------------ \| --------------------- \| --------------------- \| \| 1.º \| Amaro Antunes \| W52-FC Porto \| DES \| \| \| 2.º \| Mauricio Moreira \| Efapel \| + 10 s \| \| \| 3.º \| Alejandro Marque \| Atum General-Tavira-Maria Nova Hotel \| + 1 min 23 s \| \| \| 4.º \| Joni Brandão \| W52-FC Porto \| + 1 min 36 s \| \| \| 5.º \| Frederico Figueiredo \| Efapel \| + 2 min 04 s \| \| \| 6.º \| Abner González \| Movistar Team \| + 3 min 43 s \| \| \| 7.º \| José Félix Parra \| Equipo Kern Pharma \| + 3 min 49 s \| \| \| 8.º \| António Carvalho \| Efapel \| + 5 min 18 s \| \| \| 9.º \| João Rodrigues \| W52-FC Porto \| + 6 min 32 s \| \| \| 10.º \| Henrique Casimiro \| Kelly-Simoldes-UDO \| + 9 min 51 s \| \| |                      |                                      |              |
| |                      |                                      |              |
| Fuente: ProCyclingStats |                      |                                      |              |
| Clasificación general |                      |                                      |              |
| Ciclista | Ciclista             | Equipo                               | Tiempo       |
| 1.º | Amaro Antunes        | W52-FC Porto                         | DES          |
| 2.º | Mauricio Moreira     | Efapel                               | + 10 s       |
| 3.º | Alejandro Marque     | Atum General-Tavira-Maria Nova Hotel | + 1 min 23 s |
| 4.º | Joni Brandão         | W52-FC Porto                         | + 1 min 36 s |
| 5.º | Frederico Figueiredo | Efapel                               | + 2 min 04 s |
| 6.º | Abner González       | Movistar Team                        | + 3 min 43 s |
| 7.º | José Félix Parra     | Equipo Kern Pharma                   | + 3 min 49 s |
| 8.º | António Carvalho     | Efapel                               | + 5 min 18 s |
| 9.º | João Rodrigues       | W52-FC Porto                         | + 6 min 32 s |
| 10.º | Henrique Casimiro    | Kelly-Simoldes-UDO                   | + 9 min 51 s |

### Clasificación por puntos
| Clasificación por puntos | Clasificación por puntos | Clasificación por puntos | Clasificación por puntos | Clasificación por puntos |
| Ciclista                 | Ciclista                 | Equipo                   | Puntos                   |                          |
| ------------------------ | ------------------------ | ------------------------ | ------------------------ | ------------------------ |
| 1.º                      | Rafael Reis              | Efapel                   | 138 pts                  |                          |
| 2.º                      | Luís Gomes               | Kelly-Simoldes-UDO       | 84 pts                   |                          |
| 3.º                      | Benjamin King            | Rally Cycling            | 78 pts                   |                          |
| 4.º                      | Kyle Murphy              | Rally Cycling            | 56 pts                   |                          |
| 5.º                      | Joni Brandão             | W52-FC Porto             | 54 pts                   |                          |
| 6.º                      | Lluís Mas                | Movistar Team            | 45 pts                   |                          |
| 7.º                      | Mauricio Moreira         | Efapel                   | 42 pts                   |                          |
| 8.º                      | Mason Hollyman           | Israel Cycling Academy   | 37 pts                   |                          |
| 10.º                     | Amaro Antunes            | W52-FC Porto             | DES                      |                          |

### Clasificación de la montaña
| Clasificación de la montaña | Clasificación de la montaña | Clasificación de la montaña          | Clasificación de la montaña | Clasificación de la montaña |
| Ciclista                    | Ciclista                    | Equipo                               | Puntos                      |                             |
| --------------------------- | --------------------------- | ------------------------------------ | --------------------------- | --------------------------- |
| 1.º                         | Bruno Silva                 | Antarte-Feirense                     | 57 pts                      |                             |
| 2.º                         | Mauricio Moreira            | Efapel                               | 56 pts                      |                             |
| 3.º                         | Amaro Antunes               | W52-FC Porto                         | DES                         |                             |
| 4.º                         | Frederico Figueiredo        | Efapel                               | 51 pts                      |                             |
| 5.º                         | Roniel Campos               | Louletano-Loulé Concelho             | 42 pts                      |                             |
| 6.º                         | Alejandro Marque            | Atum General-Tavira-Maria Nova Hotel | 36 pts                      |                             |
| 7.º                         | Joni Brandão                | W52-FC Porto                         | 33 pts                      |                             |
| 8.º                         | José Félix Parra            | Equipo Kern Pharma                   | 31 pts                      |                             |
| 9.º                         | Rafael Silva                | Urawa Red Diamonds                   | 30 pts                      |                             |
| 10.º                        | Kyle Murphy                 | Rally Cycling                        | 27 pts                      |                             |

### Clasificación de los jóvenes
| Clasificación del mejor joven | Clasificación del mejor joven | Clasificación del mejor joven | Clasificación del mejor joven | Clasificación del mejor joven |
| Ciclista                      | Ciclista                      | Equipo                        | Tiempo                        |                               |
| ----------------------------- | ----------------------------- | ----------------------------- | ----------------------------- | ----------------------------- |
| 1.º                           | Abner González                | Movistar Team                 | 39 h 43 min 16 s              |                               |
| 2.º                           | Pedro Miguel Lopes            | Kelly-Simoldes-UDO            | + 53 min 19 s                 |                               |
| 3.º                           | Mason Hollyman                | Israel Cycling Academy        | + 1 h 01 min 48 s             |                               |
| 4.º                           | Hélder Gonçalves              | Kelly-Simoldes-UDO            | + 1 h 02 min 20 s             |                               |
| 5.º                           | Juri Hollmann                 | Movistar Team                 | + 1 h 44 min 28 s             |                               |

### Clasificación por equipos
| Clasificación por equipos | Clasificación por equipos | Clasificación por equipos | Clasificación por equipos |
| Equipo                    | Equipo                    | Tiempo                    |                           |
| ------------------------- | ------------------------- | ------------------------- | ------------------------- |
| 1.º                       | Efapel                    | 118 h 45 min 58 s         |                           |
| 2.º                       | W52-FC Porto              | + 10 min 42 s             |                           |
| 3.º                       | Kelly-Simoldes-UDO        | + 44 min 56 s             |                           |
| 4.º                       | Louletano-Loulé Concelho  | + 47 min 42 s             |                           |
| 5.º                       | Tavfer-Measindot-Mortágua | + 1 h 03 min 15 s         |                           |

## Evolución de las clasificaciones
| Etapa                   |                         | Ganador _            | Clasificación general | Puntos      | Montaña          | Jóvenes        | Equipo _ |
| ----------------------- | ----------------------- | -------------------- | --------------------- | ----------- | ---------------- | -------------- | -------- |
| Prólogo                 | contrarreloj individual | Rafael Reis          | Rafael Reis           | no otorgado | no otorgado      | Juri Hollmann  | Efapel   |
| 1.ª etapa               | etapa escarpada         | Rafael Reis          | Rafael Reis           | Rafael Reis | Hugo Nunes       | Juri Hollmann  | Efapel   |
| 2.ª etapa               | etapa de media montaña  | Kyle Murphy          | Rafael Reis           | Kyle Murphy | Marvin Scheulen  | Juri Hollmann  | Efapel   |
| 3.ª etapa               | etapa de montaña        | Alejandro Marque     | Alejandro Marque      | Luís Gomes  | Alejandro Marque | Abner González | Efapel   |
| 4.ª etapa               | etapa de media montaña  | Frederico Figueiredo | Alejandro Marque      | Luís Gomes  | Amaro Antunes    | Abner González | Efapel   |
| 5.ª etapa               | etapa de media montaña  | Mason Hollyman       | Daniel Freitas        | Luís Gomes  | Amaro Antunes    | Abner González | Efapel   |
| 6.ª etapa               | etapa de media montaña  | Benjamin King        | Alejandro Marque      | Luís Gomes  | Bruno Silva      | Abner González | Efapel   |
| 7.ª etapa               | etapa de media montaña  | Rafael Reis          | Rafael Reis           | Rafael Reis | Bruno Silva      | Abner González | Efapel   |
| 8.ª etapa               | etapa de montaña        | Kyle Murphy          | Amaro Antunes         | Rafael Reis | Bruno Silva      | Abner González | Efapel   |
| 9.ª etapa               | etapa de montaña        | Mauricio Moreira     | Amaro Antunes         | Rafael Reis | Bruno Silva      | Abner González | Efapel   |
| 10.ª etapa              | contrarreloj individual | Rafael Reis          | Amaro Antunes         | Rafael Reis | Bruno Silva      | Abner González | Efapel   |
| Clasificaciones finales | Clasificaciones finales |                      | Amaro Antunes         | Rafael Reis | Bruno Silva      | Abner González | Efapel   |

## UCI World Ranking
La Vuelta a Portugal otorgó puntos para el UCI World Ranking para corredores de los equipos en las categorías UCI WorldTeam, UCI ProTeam y Continental. Las siguientes tablas son el baremo de puntuación y los 10 corredores que obtuvieron más puntos:
| Posición              | 1.º | 2.º | 3.º | 4.º | 5.º | 6.º | 7.º | 8.º | 9.º | 10.º | 11.º | 12.º | 13.º-15.º | 16.º-25.º |
| Clasificación general | 125 | 85  | 70  | 60  | 50  | 40  | 35  | 30  | 25  | 20   | 15   | 10   | 5         | 3         |
| Por etapa             | 14  | 5   | 3   |     |     |     |     |     |     |      |      |      |           |           |
| Líder                 | 3   |     |     |     |     |     |     |     |     |      |      |      |           |           |

| Clasificación |                      |                                      |         |       |       |       |
| Posición      | Ciclista             | Equipo                               | General | Etapa | Líder | Total |
| ------------- | -------------------- | ------------------------------------ | ------- | ----- | ----- | ----- |
| 1.º           | Amaro Antunes        | W52-FC Porto                         | 125     | 10    | 6     | 141   |
| 2.º           | Mauricio Moreira     | Efapel                               | 85      | 32    | -     | 117   |
| 3.º           | Alejandro Marque     | Atum General-Tavira-Maria Nova Hotel | 70      | 14    | 9     | 93    |
| 4.º           | Rafael Reis          | Efapel                               | 3       | 56    | 12    | 71    |
| 5.º           | Joni Brandão         | W52-FC Porto                         | 60      | 8     | -     | 68    |
| 6.º           | Frederico Figueiredo | Efapel                               | 50      | 14    | -     | 64    |
| 7.º           | Abner González       | Movistar                             | 40      | 3     | -     | 43    |
| 8.º           | José Félix Parra     | Kern Pharma                          | 35      | 5     | -     | 40    |
| 9.º           | António Carvalho     | Efapel                               | 30      | -     | -     | 30    |
| 10.º          | Kyle Murphy          | Rally                                | -       | 28    | -     | 28    |